# شون كوين (لاعب كرة القدم الغالية)
شون كوين (بالإنجليزية: Seán Quinn)‏ هو شخصية أعمال بريطاني، ولد في 5 ديسمبر 1947 في Derrylin ‏ في المملكة المتحدة.